# M/S Teaterskeppet
M/S Teaterskeppet är ett passagerarfartyg med kajplats på Skeppsbrokajen i Gamla Stan, Stockholm.

## Historik
Fartyget byggdes 1959 i Portugal på Estaleiros Navais de Viana do Castelo, och levererades till Färöarna under namnet Vágbingur. Under 20 års tid tjänstgjorde det som fiskefartyg på Nordatlanten innan fartyget 1981 såldes till Göteborg, då med namnet Bjarnoy II.
1982 köptes fartyget av Rederi AB Sommar & Sol som bogserade skeppet till Gåshaga varv på Lidingö där man sedan under 6 års tid totalrenoverade fartyget från fiskefartyg till passagerarfartyg.
1988 var det premiär för M/S Teaterskeppet i Stockholm med inriktning på teater och kulturella arrangemang till sjöss. Verksamheten övergick dock senare till charterarrangemang.
1997 gjordes en större ombyggnad av fartyget där bland annat kommandobryggan flyttades föröver vilket gav plats för ett stort soldäck.
2000 togs driften av hela fartyget över av M/S Teaterskeppet AB som inriktade verksamheten mer mot företag.
2004 såldes fartyget av Rederi AB Sommar & Sol till M/S Teaterskeppet AB.

## Om fartyget
M/S Teaterskeppet är idag ett passagerarfartyg med svenskt passagerarcertifikat för 325 personer i fartområde E (inre fart). Fartyget har även lastfartygscertifikat för fartområde B (20 nautiska mil från land).
Ombord finns 2 matsalar. Den stora matsalen som ligger på huvuddäck har plats för 200 personer, och den lilla matsalen har plats för 80 gäster. Unikt med fartyget är den konferenslokal som finns på undre däck som har plats för 218 personer.
M/S Teaterskeppet har ett fullt utrustat restaurangkök samt ett antal mindre hytter för besättningen.